# Azjatyckie igrzyska młodzieży

Kraje skupione w Olimpijskiej Radzie Azji

Azjatyckie igrzyska młodzieży – rozgrywane co cztery lata multidyscyplinarne zawody sportowe, których pierwsza edycja odbyła się w roku 2009. W igrzyskach biorą udział zawodnicy w przedziale wiekowym 14-17 lat z czterdziestu pięciu krajów zrzeszonych w Olimpijskiej Radzie Azji.

## Edycje
| Edycja | Gospodarz  | Data                 |
| ------ | ---------- | -------------------- |
| 2009   | Singapur   | 29 czerwca – 7 lipca |
| 2013   | Nankin     | 16 – 24 sierpnia     |
| 2017   | Hambantota |                      |
| 2021   | Surabaja   |                      |